# ジェイソン・ジアンビ
- ジェーソン・ジアンビ
- ジェイソン・ジオンビ
- ジェイソン・ジアムビ

ジェイソン・ギルバート・ジアンビ（Jason Gilbert Giambi 英語発音：/ˈd͡ʒeɪsən ˈgɪlbɚt d͡ʒiˈɑmbi/, 1971年1月8日 - ）は、アメリカ合衆国カリフォルニア州ウェストコビーナ出身の元プロ野球選手（一塁手、指名打者）。
日本のメディアでは「ジオンビ」「ジアムビ」などと表記されることもあり、オークランド・アスレチックス時代に野球中継を行っていたNHKでは表記・呼称共に「ジオンビー」で統一していた。
弟のジェレミー・ジアンビも元MLB選手。

## 経歴

### プロ入り前
1989年のMLBドラフト43巡目（全体1118位）でミルウォーキー・ブルワーズから指名を受けるが契約せず、カリフォルニア州立大学ロングビーチ校に進学。
1992年にバルセロナオリンピックの野球アメリカ合衆国代表として出場した。

### アスレチックス時代
1992年のMLBドラフト2巡目（全体58位）でオークランド・アスレチックスから指名を受け入団。当時は三塁手や遊撃手を務めていた。
1995年5月8日のテキサス・レンジャーズ戦でメジャーデビューを果たすが、5月15日にマイナーへ降格。7月7日に再昇格を果たし、8月14日から16日にかけて3試合連続で本塁打を放っている。メジャー1年目は54試合に出場して打率.256、6本塁打、25打点だった。
1996年は開幕からメジャーに定着。4月は故障のマーク・マグワイアに代わって一塁を守り、19試合連続安打を記録するなど打率.344の好成績を残した。5月からは三塁に転向。5月17日のボストン・レッドソックス戦でティム・ウェイクフィールドからオークランド移転以降の球団4000本目の本塁打を記録した。前半戦で打率.323、16本塁打、60打点を記録したが、後半戦は打率.245、4本塁打、19打点と調子を落とした。シーズン通算では打率.291、20本塁打、79打点の成績で、またオークランド移転以降の球団記録となる40二塁打を記録した。
1997年7月31日にマグワイアがセントルイス・カージナルスへ移籍してからは、正一塁手として起用された。前年を上回る41二塁打を記録し、球団史上4人目となる2年連続で40二塁打を達成した。
1998年は打率.295、27本塁打、110打点を記録し打撃3部門でチーム1位となった。
2000年、2001年にも打撃3部門でチーム1位となった。
1999年は四球（リーグ2位）、打点（リーグ6位タイ）、出塁率（リーグ7位タイ）、得点（リーグ9位）、長打（リーグ10位タイ）とリーグ10位以内に入った。これを達成したのは他にマニー・ラミレス1人しかいない。MVPの投票では8位に入った。
2000年は自己最高の打率.333、43本塁打、137打点を記録した。137四球はエディ・ジューストが1949年に記録した149四球に次ぐ球団史上2位で、出塁率.476はジミー・フォックスが1932年に記録した.469を上回る歴代1位となった。チームの8年ぶりの地区優勝に貢献し、MVPを受賞した。
2001年は打率.342、38本塁打、120打点を記録し、打率は1968年以降の球団史上最高となった。リーグ1位の47二塁打を記録し、チームも2年連続でポストシーズンに進出した。MVPの投票ではイチローに次ぐ2位に入った。

### ヤンキース時代
2001年12月13日に7年総額1億2000万ドルでニューヨーク・ヤンキースと契約を結んだ。

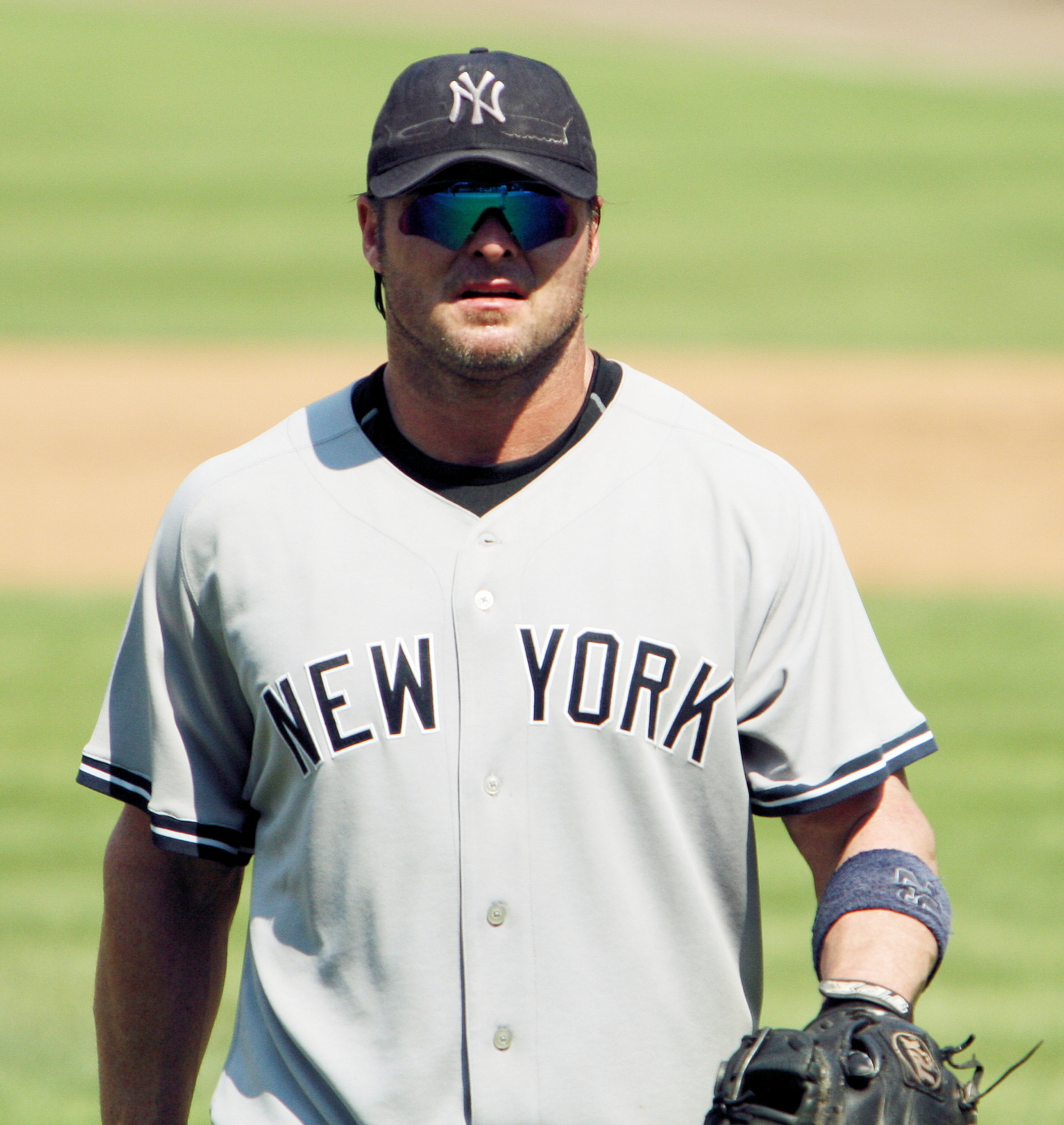
ニューヨーク・ヤンキースでの現役時代
（2006年8月6日）

2002年は開幕10試合で打率.211と不振に陥っていたが、5月17日に本拠地で迎えたミネソタ・ツインズ戦で逆転サヨナラ満塁本塁打を記録するなど、徐々に成績を上げ、最終的に打率.314、本塁打はヤンキース1年目の選手としてはベーブ・ルースの54本塁打（1920年）に次ぐ41本塁打を記録し、122打点を記録した。オフにはシルバースラッガー賞を前年に続き受賞した。
2003年は前半戦は好調を維持し、オールスターゲームに選出された。しかし、このオールスターゲームで膝を負傷した。その影響で後半戦は成績が下降。最終的にチーム1位の41本塁打、107打点は記録したが、打率は.250とレギュラー定着後初めて平均を下回った。
2004年は不振に陥り、シーズン中盤には9年ぶりにマイナーへ降格した。9月14日にメジャーに復帰したが、復帰後も打率.121と低迷。ポストシーズンはロースターから外れた。同年オフにはバリー・ボンズの専属トレーナーが、運動能力向上薬物を提供していたとされるバルコ・スキャンダルに関連してジアンビ本人も連邦大陪審で証言し、アナボリックステロイドの使用を認めていた事が明らかになった。ヤンキースは契約違反としてジアンビを解雇しようとしたが、法律上不可能だった。
2005年は、前半戦を打率1割台、本塁打1桁台と低迷したまま折り返したが、後半戦からは復調。7月にはミッキー・マントル（1961年7月）に並ぶ球団最多の月間14本塁打を記録し、7月31日には通算300本塁打を達成した。最終的に32本の本塁打を記録し、アメリカンリーグの最高出塁率（.440）を記録、カムバック賞を受賞した。
2006年4月、22試合で打率.344、9本塁打、27打点を記録し、プレイヤー・オブ・ザ・マンスを受賞した。シーズンでは打率.253、37本塁打、最終的に3年ぶりに100打点を上回る113打点を記録し、マーク・マグワイアに次ぎMLB史上2人目となる安打が打点以下という珍記録を達成した。
2007年5月30日の試合で本塁打を打った際、走っている最中にかかとの怪我（筋膜炎と部分断裂）に見舞われ、2カ月以上の故障者リスト入りを余儀なくされた。その結果として83試合の出場数に留まり、打撃成績も打率.236、14本塁打、39打点という結果に終わった。
2008年5月・6月に3割を上回る打率を記録し、地元ニューヨークで開催されたオールスターゲームでは最終投票の候補になった。しかし、エバン・ロンゴリアが選出され、選出には至らなかった。最終的に打率は.247止まりだったものの32本塁打、96打点を記録した。オフの11月4日にヤンキースが契約を破棄し、FAとなった。

### アスレチックス復帰

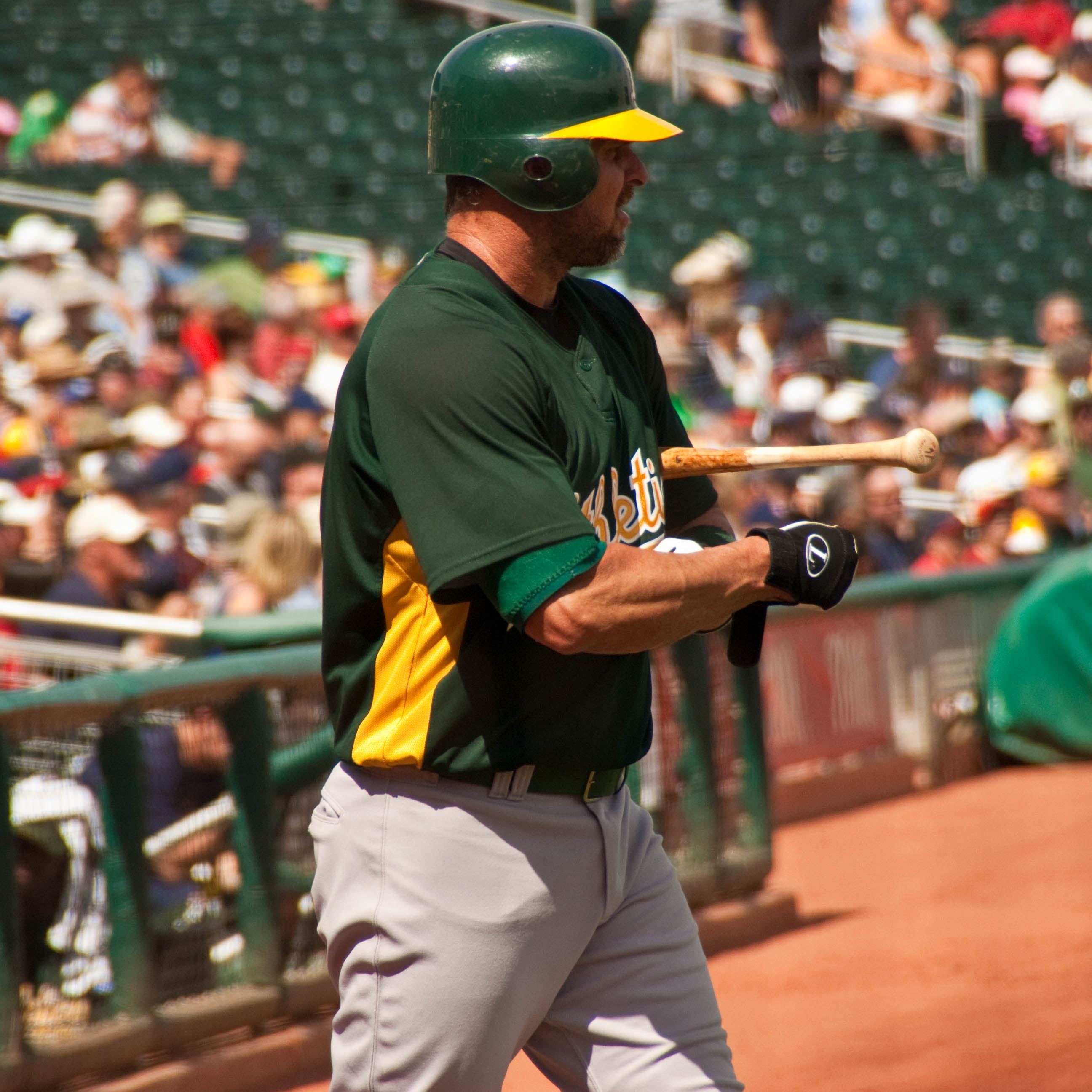
オークランド・アスレチックスでの現役時代
（2009年3月20日）

2009年1月6日に400万ドルの1年契約（2010年・650万ドルの球団オプション付き）で古巣アスレチックスに復帰。5月24日のアリゾナ・ダイヤモンドバックス戦でダン・ヘイレンから本塁打を記録し、通算400本塁打を達成した。7月20日からは大腿四頭筋の損傷で故障者リスト入り。その後は試合に出場せず、不振を理由に8月7日付で契約解除された。

### ロッキーズ時代
2009年8月23日にコロラド・ロッキーズとマイナー契約を結んだ。AAA級コロラドスプリングス・スカイソックスでプレー後、9月1日にロッキーズとメジャー契約を結んだ。ロッキーズでは19試合に出場し、打率.292、2本塁打、11打点だった。オフの11月5日にFAとなった。

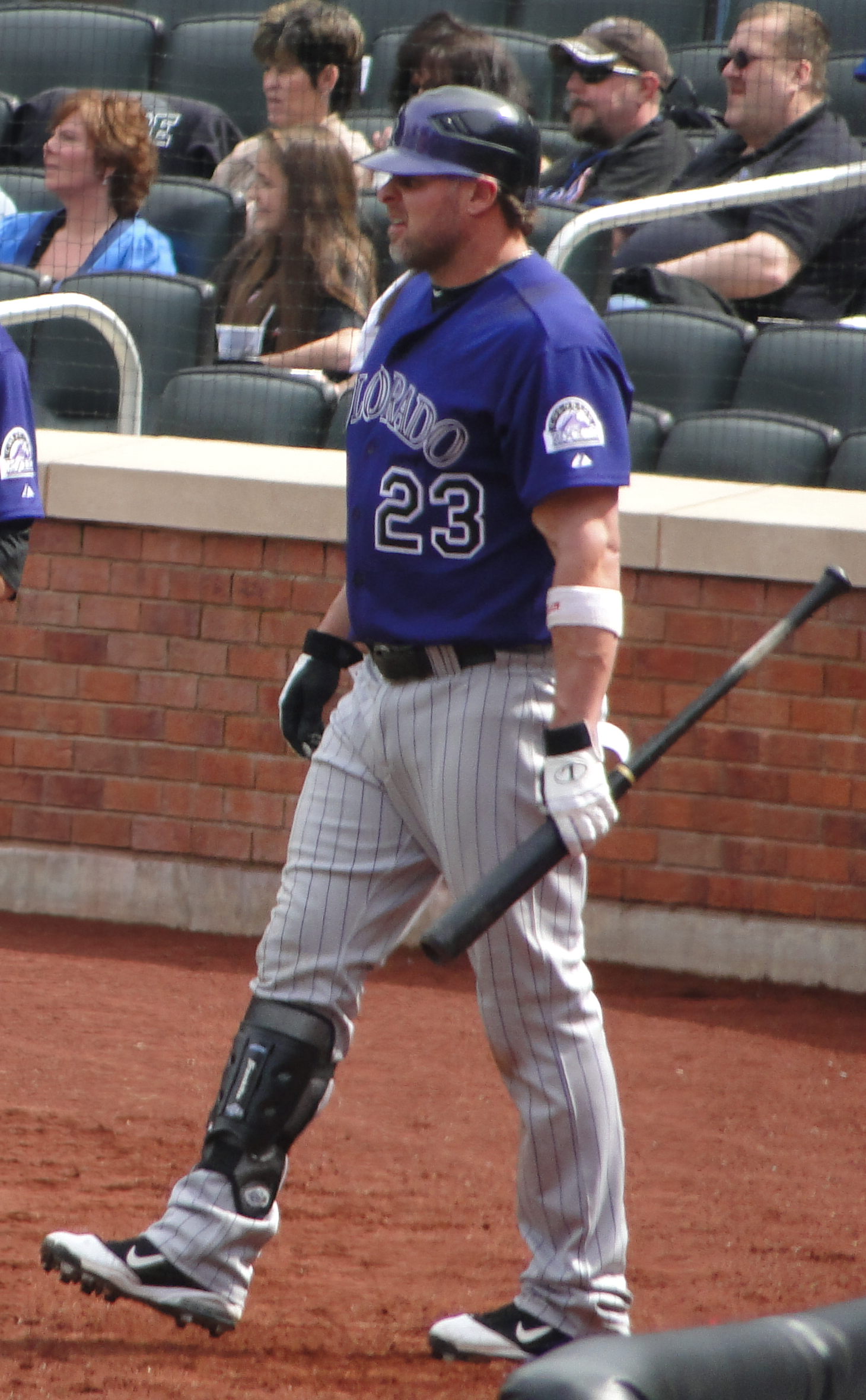
コロラド・ロッキーズ時代
（2011年4月14日）

2010年1月23日にロッキーズと1年契約に合意。87試合に出場し、打率.244、6本塁打、35打点、2盗塁だった。
2011年1月17日にロッキーズとマイナー契約を結んだ。3月31日にロッキーズとメジャー契約に合意。64試合に出場し、打率.260、13本塁打、32打点だった。オフの10月29日に球団が2012年シーズンのオプションを行使した。
2012年は60試合に出場し、打率.225、1本塁打、8打点に終わった。オフの10月29日にFAとなった。

### インディアンス時代
2013年2月10日にクリーブランド・インディアンスとマイナー契約を結んだ。3月25日にインディアンスとメジャー契約を結んだが、同日に腰の故障で15日間の故障者リスト入りした。4月12日に復帰した。9月8日には、通算2000本安打を達成した。9月26日に自身が持つMLB史上最高齢記録を更新する42歳でのサヨナラ本塁打を記録した。オフの10月31日にFAとなったが、同日にインディアンスとマイナー契約で再契約した。
2014年3月30日にインディアンスとメジャー契約を結んだ。同日に肋骨の故障で15日間の故障者リスト入りし、4月11日にリハビリのためAA級アクロン・ラバーダックスへ異動した。4月21日に復帰した。復帰後は4試合に出場したが、10打数無安打2三振と結果を出せず、5月4日に右脹脛を痛め、5月5日に15日間のDL入りした。5月20日に復帰した。復帰後は指名打者として先発起用され、11試合に出場していたが、打率.128と復調せず、6月12日に左膝の故障で15日間のDL入りした。7月12日に60日間のDLへ異動した。9月1日に復帰したが、復帰後は18試合の出場で13打数2安打に終わった。この年は26試合に出場し、打率.133、2本塁打、5打点だった。オフの10月30日にFAとなった。
2015年2月16日、現役引退を表明した。

## 薬物問題
2004年12月、2003年12月11日の連邦大陪審において「2001年から薬物の使用を始め、2002年秋の日米野球で日本を訪れた際にバリー・ボンズの専属トレーナーであるグレッグ・アンダーソンと知り合い、帰国後に同被告から渡された薬物を2003年まで使用していた」と証言していた事が明らかになった。
2005年2月10日にヤンキースタジアムで記者会見を行い、ファンに向けて謝罪した。薬物使用については明言を避けたが「ファンがどう感じているかは完全に理解している」と話して使用を示唆した。証言内容については「進行中の法的問題なので話せない」と述べたが、「証言した事は全て真実」と明言した。2007年5月16日に再び謝罪を表明し、「メジャーリーグはファンに対して薬物使用について謝罪すべきだ」と述べた。また、2006年シーズン前に改正された3度の違反で永久追放となるMLBのステロイドやアンフェタミンの検査プログラムについても「感謝している」と語った。
ジョージ・J・ミッチェルがジアンビ本人に面会し、その時の証言をもとに2007年12月13日に発表されたミッチェル報告書によると、2001年からアナボリックステロイドのデカ・デュラボリンの使用を始めた。自宅では常に自分自身で薬物を投与していた。ドーピング検査対策としてアンダーソンからデカ・デュラボリンを中止するように提言された。検査にも引っ掛からない薬物であり、匹敵する効果が期待出来るクリームとクリア（THG）についての説明を受け、2002年12月または2003年1月に「アンダーソン・プログラム」を開始した。2003年のオールスターゲームでベースへ滑り込んだ際に膝を負傷したために使用を中止する事を決めるまで、アンダーソンから提供されたカレンダーに従ってヒト成長ホルモン（HGH）、注射テストステロン、クリーム、クリアの使用を続けた。
2011年3月29日には薬物使用についての偽証罪に問われたボンズの裁判で、弟のジェレミー、ジャイアンツ時代のボンズの元チームメイトのマービン・ベナードと共に召喚され、アンダーソンから禁止薬物の提供を受けた事を改めて証言した。

## 選手としての特徴
選球眼と長打が魅力であり、1999年から2003年までのシーズン30本以上の本塁打は印象的と言われる。
1996年まで同じアスレチックスに所属していたマーク・マグワイアを師匠と仰ぐ。ジアンビの打撃フォームや打席内での動作にはマグワイアに類似する箇所がいくつか見られた。2001年オフの移籍の際も、マグワイアから彼が所属していたカージナルスへの入団を勧められて迷う時期があったという。
シーズン出塁率4割以上を5年連続を含む計7度、リーグ最多四球を4度、リーグ最高出塁率を3度記録し、2003年には打率.250ながら出塁率.412を記録するなど非常に出塁能力の高い（通算出塁率.399）選手である。

## 詳細情報

### 年度別打撃成績
| 年 度     | 球 団     | 試 合 | 打 席 | 打 数 | 得 点 | 安 打 | 二 塁 打 | 三 塁 打 | 本 塁 打 | 塁 打 | 打 点 | 盗 塁 | 盗 塁 死 | 犠 打 | 犠 飛 | 四 球 | 敬 遠 | 死 球 | 三 振 | 併 殺 打 | 打 率 | 出 塁 率 | 長 打 率 | O P S |
| --------- | --------- | ----- | ----- | ----- | ----- | ----- | -------- | -------- | -------- | ----- | ----- | ----- | -------- | ----- | ----- | ----- | ----- | ----- | ----- | -------- | ----- | -------- | -------- | ----- |
| 1995      | OAK       | 54    | 210   | 176   | 27    | 45    | 7        | 0        | 6        | 70    | 25    | 2     | 1        | 1     | 2     | 28    | 0     | 3     | 31    | 4        | .256  | .364     | .398     | .761  |
| 1996      | OAK       | 140   | 598   | 536   | 84    | 156   | 40       | 1        | 20       | 258   | 79    | 0     | 1        | 1     | 5     | 51    | 3     | 5     | 95    | 15       | .291  | .355     | .481     | .836  |
| 1997      | OAK       | 142   | 588   | 519   | 66    | 152   | 41       | 2        | 20       | 257   | 81    | 0     | 1        | 0     | 8     | 55    | 3     | 6     | 89    | 11       | .293  | .362     | .495     | .857  |
| 1998      | OAK       | 153   | 657   | 562   | 92    | 166   | 28       | 0        | 27       | 275   | 110   | 2     | 2        | 0     | 9     | 81    | 7     | 5     | 102   | 16       | .295  | .384     | .489     | .873  |
| 1999      | OAK       | 158   | 695   | 575   | 115   | 181   | 36       | 1        | 33       | 318   | 123   | 1     | 1        | 0     | 8     | 105   | 6     | 7     | 106   | 11       | .315  | .422     | .553     | .975  |
| 2000      | OAK       | 152   | 664   | 510   | 108   | 170   | 29       | 1        | 43       | 330   | 137   | 2     | 0        | 0     | 8     | 137   | 6     | 9     | 96    | 9        | .333  | .476     | .647     | 1.123 |
| 2001      | OAK       | 154   | 671   | 520   | 109   | 178   | 47       | 2        | 38       | 343   | 120   | 2     | 0        | 0     | 9     | 129   | 24    | 13    | 83    | 17       | .342  | .477     | .660     | 1.137 |
| 2002      | NYY       | 155   | 689   | 560   | 120   | 176   | 34       | 1        | 41       | 335   | 122   | 2     | 2        | 0     | 5     | 109   | 4     | 15    | 112   | 18       | .314  | .435     | .598     | 1.034 |
| 2003      | NYY       | 156   | 690   | 535   | 97    | 134   | 25       | 0        | 41       | 282   | 107   | 2     | 1        | 0     | 5     | 129   | 9     | 21    | 140   | 9        | .250  | .412     | .527     | .939  |
| 2004      | NYY       | 80    | 322   | 264   | 33    | 55    | 9        | 0        | 12       | 100   | 40    | 0     | 1        | 0     | 3     | 47    | 1     | 8     | 62    | 5        | .208  | .342     | .379     | .720  |
| 2005      | NYY       | 139   | 545   | 417   | 74    | 113   | 14       | 0        | 32       | 223   | 87    | 0     | 0        | 0     | 5     | 108   | 1     | 19    | 109   | 7        | .271  | .440     | .535     | .975  |
| 2006      | NYY       | 139   | 579   | 446   | 92    | 113   | 25       | 0        | 37       | 249   | 113   | 2     | 0        | 0     | 7     | 110   | 12    | 16    | 106   | 10       | .253  | .413     | .558     | .971  |
| 2007      | NYY       | 83    | 303   | 254   | 31    | 60    | 8        | 0        | 14       | 110   | 39    | 1     | 0        | 0     | 1     | 40    | 2     | 8     | 66    | 1        | .236  | .356     | .433     | .790  |
| 2008      | NYY       | 145   | 565   | 458   | 68    | 113   | 19       | 1        | 32       | 230   | 96    | 2     | 1        | 0     | 9     | 76    | 5     | 22    | 111   | 6        | .247  | .373     | .502     | .876  |
| 2009      | OAK       | 83    | 328   | 269   | 39    | 52    | 13       | 0        | 11       | 98    | 40    | 0     | 0        | 0     | 2     | 50    | 1     | 7     | 72    | 6        | .193  | .332     | .364     | .697  |
| 2009      | COL       | 19    | 31    | 29    | 4     | 7     | 1        | 0        | 2        | 14    | 11    | 0     | 0        | 0     | 0     | 7     | 0     | 0     | 8     | 0        | .292  | .452     | .583     | 1.035 |
| '09計     | COL       | 102   | 359   | 293   | 43    | 59    | 14       | 0        | 13       | 112   | 51    | 0     | 0        | 0     | 2     | 57    | 1     | 7     | 80    | 6        | .201  | .343     | .382     | .725  |
| 2010      | COL       | 87    | 222   | 176   | 17    | 43    | 9        | 0        | 6        | 70    | 35    | 2     | 0        | 0     | 5     | 35    | 5     | 6     | 47    | 5        | .244  | .378     | .398     | .776  |
| 2011      | COL       | 64    | 152   | 131   | 20    | 34    | 6        | 0        | 13       | 79    | 32    | 0     | 0        | 0     | 1     | 17    | 0     | 3     | 45    | 1        | .260  | .355     | .603     | .958  |
| 2012      | COL       | 60    | 113   | 89    | 7     | 20    | 4        | 0        | 1        | 27    | 8     | 0     | 0        | 0     | 2     | 20    | 2     | 2     | 24    | 4        | .225  | .372     | .303     | .675  |
| 2013      | CLE       | 71    | 216   | 186   | 21    | 34    | 8        | 0        | 9        | 69    | 31    | 0     | 1        | 0     | 3     | 23    | 0     | 4     | 56    | 8        | .183  | .282     | .371     | .653  |
| 2014      | CLE       | 26    | 70    | 60    | 3     | 8     | 2        | 0        | 2        | 16    | 5     | 0     | 0        | 0     | 0     | 9     | 2     | 1     | 12    | 3        | .133  | .257     | .267     | .524  |
| MLB：20年 | MLB：20年 | 2260  | 8908  | 7267  | 1227  | 2010  | 405      | 9        | 440      | 3753  | 1441  | 20    | 12       | 2     | 93    | 1366  | 97    | 180   | 1572  | 166      | .277  | .399     | .516     | .916  |

- 各年度の太字はリーグ最高

### 年度別守備成績
| 年 度 | 球 団 | 一塁（1B） | 一塁（1B） | 一塁（1B） | 一塁（1B） | 一塁（1B） | 一塁（1B） | 三塁（3B） | 三塁（3B） | 三塁（3B） | 三塁（3B） | 三塁（3B） | 三塁（3B） | 左翼（LF） | 左翼（LF） | 左翼（LF） | 左翼（LF） | 左翼（LF） | 左翼（LF） | 右翼（RF） | 右翼（RF） | 右翼（RF） | 右翼（RF） | 右翼（RF） | 右翼（RF） |
| 年 度 | 球 団 | 試 合      | 刺 殺      | 補 殺      | 失 策      | 併 殺      | 守 備 率   | 試 合      | 刺 殺      | 補 殺      | 失 策      | 併 殺      | 守 備 率   | 試 合      | 刺 殺      | 補 殺      | 失 策      | 併 殺      | 守 備 率   | 試 合      | 刺 殺      | 補 殺      | 失 策      | 併 殺      | 守 備 率   |
| ----- | ----- | ---------- | ---------- | ---------- | ---------- | ---------- | ---------- | ---------- | ---------- | ---------- | ---------- | ---------- | ---------- | ---------- | ---------- | ---------- | ---------- | ---------- | ---------- | ---------- | ---------- | ---------- | ---------- | ---------- | ---------- |
| 1995  | OAK   | 26         | 167        | 10         | 1          | 20         | .994       | 30         | 27         | 45         | 3          | 4          | .960       | -          | -          | -          | -          | -          | -          | -          | -          | -          | -          | -          | -          |
| 1996  | OAK   | 45         | 379        | 32         | 3          | 38         | .993       | 39         | 31         | 79         | 8          | 10         | .932       | 44         | 66         | 6          | 0          | 1          | 1.000      | 1          | 2          | 0          | 0          | 0          | 1.000      |
| 1997  | OAK   | 51         | 399        | 39         | 5          | 49         | .989       | -          | -          | -          | -          | -          | -          | 68         | 102        | 5          | 2          | 1          | .982       | -          | -          | -          | -          | -          | -          |
| 1998  | OAK   | 146        | 1255       | 73         | 14         | 120        | .990       | -          | -          | -          | -          | -          | -          | -          | -          | -          | -          | -          | -          | -          | -          | -          | -          | -          | -          |
| 1999  | OAK   | 142        | 1251       | 45         | 7          | 128        | .995       | 1          | 0          | 0          | 0          | 0          | ----       | -          | -          | -          | -          | -          | -          | -          | -          | -          | -          | -          | -          |
| 2000  | OAK   | 124        | 1161       | 59         | 6          | 114        | .995       | -          | -          | -          | -          | -          | -          | -          | -          | -          | -          | -          | -          | -          | -          | -          | -          | -          | -          |
| 2001  | OAK   | 136        | 1224       | 76         | 11         | 107        | .902       | -          | -          | -          | -          | -          | -          | -          | -          | -          | -          | -          | -          | -          | -          | -          | -          | -          | -          |
| 2002  | NYY   | 92         | 761        | 35         | 4          | 53         | .995       | -          | -          | -          | -          | -          | -          | -          | -          | -          | -          | -          | -          | -          | -          | -          | -          | -          | -          |
| 2003  | NYY   | 85         | 748        | 19         | 4          | 63         | .995       | -          | -          | -          | -          | -          | -          | -          | -          | -          | -          | -          | -          | -          | -          | -          | -          | -          | -          |
| 2004  | NYY   | 47         | 372        | 14         | 4          | 30         | .990       | -          | -          | -          | -          | -          | -          | -          | -          | -          | -          | -          | -          | -          | -          | -          | -          | -          | -          |
| 2005  | NYY   | 78         | 581        | 19         | 7          | 50         | .988       | -          | -          | -          | -          | -          | -          | -          | -          | -          | -          | -          | -          | -          | -          | -          | -          | -          | -          |
| 2006  | NYY   | 68         | 459        | 11         | 7          | 43         | .985       | -          | -          | -          | -          | -          | -          | -          | -          | -          | -          | -          | -          | -          | -          | -          | -          | -          | -          |
| 2007  | NYY   | 18         | 108        | 6          | 1          | 10         | .991       | -          | -          | -          | -          | -          | -          | -          | -          | -          | -          | -          | -          | -          | -          | -          | -          | -          | -          |
| 2008  | NYY   | 113        | 870        | 36         | 9          | 77         | .990       | -          | -          | -          | -          | -          | -          | -          | -          | -          | -          | -          | -          | -          | -          | -          | -          | -          | -          |
| 2009  | OAK   | 58         | 441        | 17         | 3          | 45         | .993       | -          | -          | -          | -          | -          | -          | -          | -          | -          | -          | -          | -          | -          | -          | -          | -          | -          | -          |
| 2009  | COL   | 5          | 29         | 2          | 0          | 3          | 1.000      | -          | -          | -          | -          | -          | -          | -          | -          | -          | -          | -          | -          | -          | -          | -          | -          | -          | -          |
| '09計 | COL   | 63         | 470        | 19         | 3          | 48         | .994       | -          | -          | -          | -          | -          | -          | -          | -          | -          | -          | -          | -          | -          | -          | -          | -          | -          | -          |
| 2010  | COL   | 37         | 267        | 8          | 4          | 25         | .986       | -          | -          | -          | -          | -          | -          | -          | -          | -          | -          | -          | -          | -          | -          | -          | -          | -          | -          |
| 2011  | COL   | 23         | 203        | 10         | 1          | 13         | .995       | -          | -          | -          | -          | -          | -          | -          | -          | -          | -          | -          | -          | -          | -          | -          | -          | -          | -          |
| 2012  | COL   | 13         | 86         | 3          | 0          | 7          | 1.000      | -          | -          | -          | -          | -          | -          | -          | -          | -          | -          | -          | -          | -          | -          | -          | -          | -          | -          |
| MLB   | MLB   | 1307       | 10761      | 514        | 91         | 995        | .992       | 70         | 58         | 124        | 11         | 14         | .943       | 112        | 168        | 11         | 2          | 2          | .989       | 1          | 2          | 0          | 0          | 0          | 1.000      |

- 各年度の太字はリーグ最高

### 表彰
- シーズンMVP：1回（2000年）
- シルバースラッガー賞（一塁手部門）：2回（2001年、2002年）
- ハッチ賞：1回（2000年）
- カムバック賞：1回（2005年）
- プレイヤーズ・チョイス・アワーズ・カムバック賞：1回（2005年）
- プレイヤー・オブ・ザ・マンス：6回（2000年9月、2001年5月、2002年5月、2003年6月、2005年7月、2006年4月）

### 記録
- MLBオールスターゲーム選出：5回（2000年 - 2004年）

### 背番号
- 16（1995年 - 2001年、2009年 - 同年途中）
- 25（2002年 - 2008年、2013年 - 2014年）
- 23（2009年途中 - 2012年）

### 代表歴
- 1992年オリンピック野球アメリカ合衆国代表